# واسیل ماکوخ
واسیل اوملیانوویچ ماکوخ (اوکراینی: Васи́ль Омеля́нович Ма́кух; زاده ۱۴ نوامبر ۱۹۲۷– درگذشته ۵ نوامبر ۱۹۶۸) کهنه‌سرباز جنگ جهانی دوم، زندانی سیاسی و کنشگر و عضو ارتش شورشی اوکراین بود که در سال ۱۹۶۸ به نشانهٔ اعتراض به حکومت اتحاد شوروی بر اوکراین و حمله پیمان ورشو به چکسلواکی خود را آتش زد.